# Daniel Steres
Daniel Steres (Burbank, 11 novembre 1990) è un calciatore statunitense, difensore degli Houston Dynamo.

## Carriera
Durante i SuperDraft del 2012 viene selezionato come 28ª scelta dai Chivas USA senza però raggiungere un accordo contrattuale. Passa ai Seattle Sounders senza però marcare una presenza sul terreno di gioco.
Nel 2013 passa ai Wilmington Hammerheads dove gioca con continuità, venendo eletto miglior giocatore della squadra al primo anno e miglior giocatore della USL nella stagione successiva.
Nel 2014 passa alla squadra riserve dei Los Angeles Galaxy dove viene eletto miglior difensore per due stagioni di seguito.
Il 17 dicembre 2015, dopo aver trascorso le prime due stagioni con le riserve, firma un contratto con la prima squadra ed il 7 marzo 2016 esordisce e segna la sua prima rete in MLS. In vista della stagione 2022 si trasferisce agli Houston Dynamo.

## Statistiche

### Presenze e reti nei club
Statistiche aggiornate al 12 dicembre 2021.
| Stagione                  | Squadra                   | Campionato                | Campionato | Campionato | Coppe nazionali | Coppe nazionali | Coppe nazionali | Coppe continentali | Coppe continentali | Coppe continentali | Altre coppe | Altre coppe | Altre coppe | Totale | Totale |
| Stagione                  | Squadra                   | Comp                      | Pres       | Reti       | Comp            | Pres            | Reti            | Comp               | Pres               | Reti               | Comp        | Pres        | Reti        | Pres   | Reti   |
| ------------------------- | ------------------------- | ------------------------- | ---------- | ---------- | --------------- | --------------- | --------------- | ------------------ | ------------------ | ------------------ | ----------- | ----------- | ----------- | ------ | ------ |
| 2011-2012                 | Ventura County Fusion     | USL PDL                   | 23         | 6          | USOC            | 2               | 0               |                    | -                  | -                  |             | -           | -           | 25     | 6      |
| 2012                      | Seattle Sounders          | MLS                       | -          | -          |                 | -               | -               |                    | -                  | -                  |             | -           | -           | -      | -      |
| 2013                      | Wilmington Hammerheads    | USL Pro                   | 23         | 6          | USOC            | 2               | 0               |                    | -                  | -                  |             | -           | -           | 25     | 6      |
| 2014                      | Los Angeles Galaxy II     | USL Pro                   | 17+2       | 2          | USOC            | 1               | 0               | CCL                | -                  | -                  |             | -           | -           | 20     | 2      |
| 2015                      | Los Angeles Galaxy II     | USL                       | 25+4       | 2          | USOC            | -               | -               |                    | -                  | -                  |             | -           | -           | 29     | 2      |
| 2016                      | Los Angeles Galaxy        | MLS                       | 31+3       | 2          | USOC            | 1               | 0               | CCL                | 1                  | -                  |             | -           | -           | 36     | 2      |
| 2017                      | Los Angeles Galaxy        | MLS                       | 21         | 3          | USOC            | -               | -               |                    | -                  | -                  |             | -           | -           | 21     | 3      |
| 2018                      | Los Angeles Galaxy        | MLS                       | 20         | 0          | USOC            | 1               | 0               |                    | -                  | -                  |             | -           | -           | 21     | 0      |
| 2019                      | Los Angeles Galaxy        | MLS                       | 32         | 3          | USOC            | 2               | 0               |                    | -                  | -                  |             | -           | -           | 34     | 3      |
| 2020                      | Los Angeles Galaxy        | MLS                       | 20         | 1          |                 | -               | -               |                    | -                  | -                  |             | -           | -           | 20     | 1      |
| 2021                      | Los Angeles Galaxy        | MLS                       | 18         | 0          |                 | -               | -               |                    | -                  | -                  |             | -           | -           | 18     | 0      |
| Totale Los Angeles Galaxy | Totale Los Angeles Galaxy | Totale Los Angeles Galaxy | 145        | 8          |                 | 4               | 0               |                    | 1                  | 0                  |             | -           | -           | 150    | 8      |
| 2022                      | Houston Dynamo            | MLS                       | -          | -          |                 | -               | -               |                    | -                  | -                  |             | -           | -           | -      | -      |
| Totale carriera           | Totale carriera           | Totale carriera           | 239        | 25         |                 | 9               | 0               |                    | 1                  | 0                  |             | -           | -           | 249    | 25     |

## Palmarès
- Lamar Hunt U.S. Open Cup: 1

Houston Dynamo: 2023